# リソラ大府ショッピングテラス
リソラ大府ショッピングテラス（リソラおおぶショッピングテラス）は、愛知県大府市にあるモール型ショッピングセンターである。

## 概要
リソラ大府はショッピングテラス・医療施設・マンションで構成される施設である。
「ココロはずむ街づくり」をメインテーマとして開発された。中でもショッピングテラスは矢作建設工業の子会社矢作地所が手掛ける初めてのモール型ショッピングセンターであったが、2014年（平成26年）11月、米国の不動産投資顧問会社であるラサール・インベストメント・マネージメント・インクが特別目的会社を通じて取得。2015年（平成27年）3月30日には、隣接するリソラ大府クリニックモールも取得している。なお、2013年（平成25年）4月1日より日本毛織が運営を受託し、管理運営を行っていたが、2015年（平成27年）には、京阪流通システムズがプロパティマネジメント業務を受託し、4月16日より業務を開始している。
名称の「リソラ」とは「Resort（リゾート）とsora（空）から生まれる心地よさ」からきている。
ショッピングテラスの特徴としてアクティ・スポーツクラブやJEUGIAカルチャーセンター、都市型保育園ポポラーなどレジデンスを意識した生活密着型のテナントが入居している。
また、2012年（平成24年）7月29日には国立長寿医療研究センター「健康増進・老年病予防センター」が開所した。

## 主な店舗
開業時点では、フランテ館を核テナントとして約40の専門店が出店した。
開業時点の主要な店舗の営業時間は午前10時から午後8時までとなっていた。
- ヤマナカ大府店[1]（2022年11月3日、フランテ館よりフォーマットを変更し、リニューアルオープン[9]）
- セカンドストリート リソラ大府店
- namco リソラ大府店
- TSUTAYA ブックセンター名豊[2]（2023年4月16日閉店）

## 所在地
- 愛知県大府市柊山町1丁目98番地

## 交通アクセス
- JR東海道本線・武豊線「大府駅」から北へ徒歩で約15分。
- 大府東海ICから国道155号経由で東へ車で約10分。
- 名古屋南ICから南へ車で約10分。
- 大府市循環バス（ふれあいバス）：中央コース「リソラ大府」停留所下車。